# Вацик, Павел Иванович
Павел Иванович Вацик (укр. Павло Іванович Вацик; псевдоним: «Прут») — украинский националистический деятель периода Второй Мировой войны, майор УПА, командир куреня «Подкарпатский» в ТО-22 «Черный лес», ВО-4 «Говерла», группы УПА-Запад. Рыцарь «Серебряного Креста Боевой Заслуги 1 класса».

## Биография
Павел Вацик родился 17 июля 1917 года в с. Заречье в средне зажиточной крестьянской семье. С юных лет принимал активное участие в местной ячейке общества «Просвита».
В 1938—1939 годах проходил военную службу в Польской армии артиллеристом. Участвовал в аннексии Польшей Тешинской области Чехословакии в октябре 1938. Далее работал плотником. В сентябре 1939 году снова мобилизован в польскую армию. Участвовал в обороне Польши от немцев. Попал в плен но благодаря связям с ОУН освобождён. В 1939—1941 годах находился в родном селе.
С началом Великой Отечественной войны по данным крымского архива КГБ Павел Вацик в составе походной группы ОУН (м) прибыл в Крым вместе с немецко-румынскими войсками, работал помощником военного врача. В июле 1942 г. вступил в ОУН (б), один из организаторов госпиталя ОУН в Симферополе, был помощником руководителя отряда самообороны ОУН. Далее отозван в Галицию для организации УПА. По другим данным он активно включился в создание украинской администрации и милиции на Станиславщине. В 1942—1943 годах служил во вспомогательной полиции в Надворной.
В ноябре 1943-го стал бойцом УНС, которую в следующем году переформатировали в УПА-Запад. Исполнял обязанности командира взвода в сотне командира «Резуна» (Василия Андрусяка).
14 октября 1944 назначен командиром сотни «Змеи» в курене «Бешеные». С 7 января 1945 «Прут» — командир куреня «Подкарпатский».
В августе 1945 году курень «Прута» совершил рейд на территорию Словакии. Целью рейда было освобождение лагеря с немецкими военнопленными в Кисаке. УПА надеялась включить их в свои ряды. Не исключено, что 1 сентября в Стропкове повстанцами был ликвидирован активист местной коммунистической партии. Из-за противодействия чешской разведки, рейд закончился неудачно. 10 сентября 1945 года курень вернулся на территорию Польши.
22 октября 1945 года курень «Прута» принимал участие в нападении на Бирчу.
19 февраля 1946 курень «Прута» сражался против оперативной группы Богородчанского райротдела НКВД вблизи сёл Нивочин и Гринёвка.

## Смерть

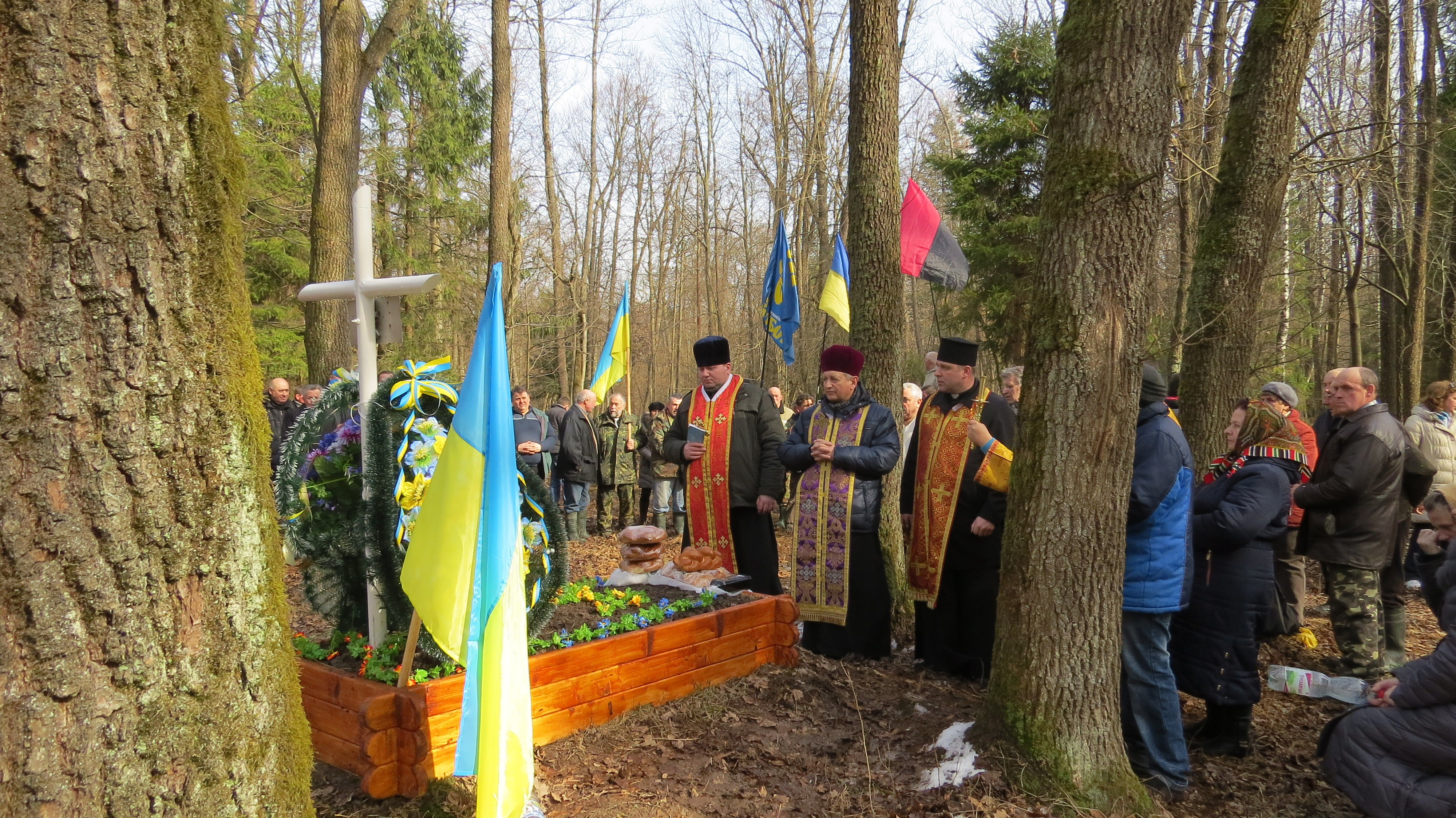
Панихида на могиле Вацика по случаю семидесятилетия его гибели (2016)

Погиб 1 марта 1946 в схватке с НКВД между селами Рыбное и Пациков, Тисменицкого района, Ивано-Франковской области. Тело было перевезено сотрудниками НКВД в Станислав, где он был повешен на ратуше с надписью «Командир банд» и находилось там в течение недели.
Приказом ГВШ УПА от 10 октября 1946 посмертно повышен в звании до майора.